# Brani musicali dei Muse
Quella che segue è una lista dei brani musicali dei Muse, gruppo musicale rock alternativo britannico formatosi a Teignmouth nel 1992 e composto da Matthew Bellamy, Chris Wolstenholme e Dominic Howard.
In essa sono compresi tutti i brani appartenenti agli otto album in studio incisi tra il 1999 e il 2022 e dagli EP Muse (1998) e Muscle Museum EP (1999), oltre alle b-side e alle cover inclusi nei singoli o in raccolte di artisti vari.
| Titolo                                           | Anno | Album di provenienza                                            | Autore/i                                            | Note                                     |
| ------------------------------------------------ | ---- | --------------------------------------------------------------- | --------------------------------------------------- | ---------------------------------------- |
| Backdoor                                         | 1995 | This Is a Muse Demo                                             | Matthew Bellamy                                     |                                          |
| Sling                                            | 1995 | This Is a Muse Demo                                             | Matthew Bellamy                                     |                                          |
| Feed                                             | 1995 | This Is a Muse Demo                                             | Matthew Bellamy                                     |                                          |
| Jigsaw Memory                                    | 1995 | This Is a Muse Demo                                             | Matthew Bellamy                                     |                                          |
| Balloonatic                                      | 1997 | Helping You Back to Work Volume 1                               | Matthew Bellamy                                     | demo di Twin                             |
| Overdue                                          | 1998 | Muse                                                            | Matthew Bellamy                                     | rifatta per Showbiz                      |
| Cave                                             | 1998 | Muse                                                            | Matthew Bellamy                                     | rifatta per Showbiz                      |
| Coma                                             | 1998 | Muse                                                            | Matthew Bellamy                                     |                                          |
| Escape                                           | 1998 | Muse                                                            | Matthew Bellamy                                     | rifatta per Showbiz                      |
| Muscle Museum                                    | 1999 | Muscle Museum EP                                                | Matthew Bellamy                                     | rifatta per Showbiz                      |
| Sober                                            | 1999 | Muscle Museum EP                                                | Matthew Bellamy                                     | rifatta per Showbiz                      |
| Uno                                              | 1999 | Muscle Museum EP                                                | Matthew Bellamy                                     | rifatta per Showbiz                      |
| Unintended                                       | 1999 | Muscle Museum EP                                                | Matthew Bellamy                                     | rifatta per Showbiz                      |
| Instant Messenger                                | 1999 | Muscle Museum EP                                                | Matthew Bellamy                                     | demo di Pink Ego Box                     |
| (Muscle Museum)#2                                | 1999 | Muscle Museum EP                                                | Matthew Bellamy                                     |                                          |
| Sunburn                                          | 1999 | Showbiz                                                         | Matthew Bellamy                                     |                                          |
| Fillip                                           | 1999 | Showbiz                                                         | Matthew Bellamy                                     |                                          |
| Falling Down                                     | 1999 | Showbiz                                                         | Matthew Bellamy                                     |                                          |
| Showbiz                                          | 1999 | Showbiz                                                         | Matthew Bellamy                                     |                                          |
| Hate This & I'll Love You                        | 1999 | Showbiz                                                         | Matthew Bellamy                                     |                                          |
| Jimmy Kane                                       | 1999 | Uno                                                             | Matthew Bellamy                                     | b-side                                   |
| Forced In                                        | 1999 | Uno                                                             | Matthew Bellamy                                     | b-side                                   |
| Agitated                                         | 1999 | Uno                                                             | Matthew Bellamy                                     | b-side                                   |
| Twin                                             | 1999 | Cave                                                            | Matthew Bellamy                                     | b-side                                   |
| Host                                             | 1999 | Cave                                                            | Matthew Bellamy                                     | b-side                                   |
| Coma                                             | 1999 | Cave                                                            | Matthew Bellamy                                     | b-side                                   |
| Do We Need This?                                 | 1999 | Muscle Museum                                                   | Matthew Bellamy                                     | b-side                                   |
| Pink Ego Box                                     | 1999 | Muscle Museum                                                   | Matthew Bellamy                                     | b-side                                   |
| Con-Science                                      | 1999 | Muscle Museum                                                   | Matthew Bellamy                                     | b-side                                   |
| Minimum                                          | 1999 | Muscle Museum                                                   | Matthew Bellamy                                     | b-side                                   |
| Ashamed                                          | 2000 | Sunburn                                                         | Matthew Bellamy                                     | b-side                                   |
| Yes Please                                       | 2000 | Sunburn                                                         | Matthew Bellamy                                     | b-side                                   |
| Recess                                           | 2000 | Unintended                                                      | Matthew Bellamy                                     | b-side                                   |
| Nishe                                            | 2000 | Unintended                                                      | Matthew Bellamy                                     | b-side                                   |
| New Born                                         | 2001 | Origin of Symmetry                                              | Matthew Bellamy                                     |                                          |
| Bliss                                            | 2001 | Origin of Symmetry                                              | Matthew Bellamy                                     |                                          |
| Space Dementia                                   | 2001 | Origin of Symmetry                                              | Matthew Bellamy                                     |                                          |
| Hyper Music                                      | 2001 | Origin of Symmetry                                              | Matthew Bellamy                                     |                                          |
| Plug in Baby                                     | 2001 | Origin of Symmetry                                              | Matthew Bellamy                                     |                                          |
| Citizen Erased                                   | 2001 | Origin of Symmetry                                              | Matthew Bellamy                                     |                                          |
| Micro Cuts                                       | 2001 | Origin of Symmetry                                              | Matthew Bellamy                                     |                                          |
| Screenager                                       | 2001 | Origin of Symmetry                                              | Matthew Bellamy                                     |                                          |
| Darkshines                                       | 2001 | Origin of Symmetry                                              | Matthew Bellamy                                     |                                          |
| Feeling Good                                     | 2001 | Origin of Symmetry                                              | Anthony Newley, Leslie Bricusse                     | cover                                    |
| Megalomania                                      | 2001 | Origin of Symmetry                                              | Matthew Bellamy                                     |                                          |
| Nature_1                                         | 2001 | Plug in Baby                                                    | Matthew Bellamy                                     | b-side                                   |
| Execution Commentary                             | 2001 | Plug in Baby                                                    | Matthew Bellamy                                     | b-side                                   |
| Spiral Static                                    | 2001 | Plug in Baby                                                    | Matthew Bellamy                                     | b-side                                   |
| Bedroom Acoustics                                | 2001 | Plug in Baby                                                    | Matthew Bellamy                                     | b-side                                   |
| Shrinking Universe                               | 2001 | New Born                                                        | Matthew Bellamy                                     | b-side                                   |
| Piano Thing                                      | 2001 | New Born                                                        | Matthew Bellamy                                     | b-side                                   |
| Map of Your Head                                 | 2001 | New Born                                                        | Matthew Bellamy                                     | b-side                                   |
| The Gallery                                      | 2001 | Bliss                                                           | Matthew Bellamy                                     | b-side                                   |
| Hyper Chondriac Music                            | 2001 | Bliss                                                           | Matthew Bellamy                                     | b-side; versione acustica di Hyper Music |
| Shine                                            | 2001 | Hyper Music/Feeling Good                                        | Matthew Bellamy                                     | b-side                                   |
| Please, Please, Please Let Me Get What I Want    | 2001 | Hyper Music/Feeling Good                                        | Morrissey, Johnny Marr                              | b-side; cover                            |
| Dead Star                                        | 2002 | Dead Star/In Your World                                         | Matthew Bellamy                                     |                                          |
| In Your World                                    | 2002 | Dead Star/In Your World                                         | Matthew Bellamy                                     |                                          |
| Futurism                                         | 2002 | Dead Star/In Your World                                         | Matthew Bellamy                                     | b-side                                   |
| Can't Take My Eyes off You                       | 2002 | Dead Star/In Your World                                         | Bob Crewe, Bob Gaudio                               | b-side; cover                            |
| House of the Rising Sun                          | 2002 | NME in Association with War Child Presents 1 Love               | tradizionale                                        | cover                                    |
| Intro                                            | 2003 | Absolution                                                      | Matthew Bellamy, Dominic Howard, Chris Wolstenholme |                                          |
| Apocalypse Please                                | 2003 | Absolution                                                      | Matthew Bellamy, Dominic Howard, Chris Wolstenholme |                                          |
| Time Is Running Out                              | 2003 | Absolution                                                      | Matthew Bellamy, Dominic Howard, Chris Wolstenholme |                                          |
| Sing for Absolution                              | 2003 | Absolution                                                      | Matthew Bellamy, Dominic Howard, Chris Wolstenholme |                                          |
| Stockholm Syndrome                               | 2003 | Absolution                                                      | Matthew Bellamy, Dominic Howard, Chris Wolstenholme |                                          |
| Falling Away with You                            | 2003 | Absolution                                                      | Matthew Bellamy, Dominic Howard, Chris Wolstenholme |                                          |
| Interlude                                        | 2003 | Absolution                                                      | Matthew Bellamy, Dominic Howard, Chris Wolstenholme |                                          |
| Hysteria                                         | 2003 | Absolution                                                      | Matthew Bellamy, Dominic Howard, Chris Wolstenholme |                                          |
| Blackout                                         | 2003 | Absolution                                                      | Matthew Bellamy, Dominic Howard, Chris Wolstenholme |                                          |
| Butterflies & Hurricanes                         | 2003 | Absolution                                                      | Matthew Bellamy, Dominic Howard, Chris Wolstenholme |                                          |
| The Small Print                                  | 2003 | Absolution                                                      | Matthew Bellamy, Dominic Howard, Chris Wolstenholme |                                          |
| Endlessly                                        | 2003 | Absolution                                                      | Matthew Bellamy, Dominic Howard, Chris Wolstenholme |                                          |
| Thoughts of a Dying Atheist                      | 2003 | Absolution                                                      | Matthew Bellamy, Dominic Howard, Chris Wolstenholme |                                          |
| Ruled by Secrecy                                 | 2003 | Absolution                                                      | Matthew Bellamy, Dominic Howard, Chris Wolstenholme |                                          |
| The Groove                                       | 2003 | Time Is Running Out                                             | Matthew Bellamy, Dominic Howard, Chris Wolstenholme | b-side                                   |
| Eternally Missed                                 | 2003 | Hysteria                                                        | Matthew Bellamy, Dominic Howard, Chris Wolstenholme | b-side                                   |
| Fury                                             | 2004 | Sing for Absolution                                             | Matthew Bellamy, Dominic Howard, Chris Wolstenholme | b-side                                   |
| Take a Bow                                       | 2006 | Black Holes & Revelations                                       | Matthew Bellamy                                     |                                          |
| Starlight                                        | 2006 | Black Holes & Revelations                                       | Matthew Bellamy                                     |                                          |
| Supermassive Black Hole                          | 2006 | Black Holes & Revelations                                       | Matthew Bellamy                                     |                                          |
| Map of the Problematique                         | 2006 | Black Holes & Revelations                                       | Matthew Bellamy                                     |                                          |
| Soldier's Poem                                   | 2006 | Black Holes & Revelations                                       | Matthew Bellamy                                     |                                          |
| Invincible                                       | 2006 | Black Holes & Revelations                                       | Matthew Bellamy                                     |                                          |
| Assassin                                         | 2006 | Black Holes & Revelations                                       | Matthew Bellamy                                     |                                          |
| Exo-Politics                                     | 2006 | Black Holes & Revelations                                       | Matthew Bellamy                                     |                                          |
| City of Delusion                                 | 2006 | Black Holes & Revelations                                       | Matthew Bellamy                                     |                                          |
| Hoodoo                                           | 2006 | Black Holes & Revelations                                       | Matthew Bellamy                                     |                                          |
| Knights of Cydonia                               | 2006 | Black Holes & Revelations                                       | Matthew Bellamy                                     |                                          |
| Crying Shame                                     | 2006 | Supermassive Black Hole                                         | Matthew Bellamy                                     | b-side                                   |
| Easily                                           | 2006 | Starlight                                                       | Matthew Bellamy                                     | b-side                                   |
| Glorious                                         | 2007 | Invincible                                                      | Matthew Bellamy                                     | b-side                                   |
| Uprising                                         | 2009 | The Resistance                                                  | Matthew Bellamy                                     |                                          |
| Resistance                                       | 2009 | The Resistance                                                  | Matthew Bellamy                                     |                                          |
| Undisclosed Desires                              | 2009 | The Resistance                                                  | Matthew Bellamy                                     |                                          |
| United States of Eurasia (+Collateral Damage)    | 2009 | The Resistance                                                  | Matthew Bellamy                                     |                                          |
| Guiding Light                                    | 2009 | The Resistance                                                  | Matthew Bellamy                                     |                                          |
| Unnatural Selection                              | 2009 | The Resistance                                                  | Matthew Bellamy                                     |                                          |
| MK Ultra                                         | 2009 | The Resistance                                                  | Matthew Bellamy                                     |                                          |
| I Belong to You (+Mon cœur s'ouvre à ta voix)    | 2009 | The Resistance                                                  | Matthew Bellamy                                     |                                          |
| Exogenesis: Symphony Part I (Overture)           | 2009 | The Resistance                                                  | Matthew Bellamy                                     |                                          |
| Exogenesis: Symphony Part II (Cross-Pollination) | 2009 | The Resistance                                                  | Matthew Bellamy                                     |                                          |
| Exogenesis: Symphony Part III (Redemption)       | 2009 | The Resistance                                                  | Matthew Bellamy                                     |                                          |
| Who Knows Who                                    | 2009 | Uprising                                                        | Matthew Bellamy, Mike Skinner                       | b-side                                   |
| Prague                                           | 2010 | Resistance                                                      | Darren Brown                                        | b-side; cover                            |
| Popcorn                                          | 2010 | Resistance                                                      | Gershon Kingsley                                    | b-side; cover                            |
| Neutron Star Collision (Love Is Forever)         | 2010 | The Twilight Saga: Eclipse (Original Motion Picture Soundtrack) | Mathew Bellamy                                      |                                          |
| Supremacy                                        | 2012 | The 2nd Law                                                     | Mathew Bellamy                                      |                                          |
| Madness                                          | 2012 | The 2nd Law                                                     | Mathew Bellamy                                      |                                          |
| Panic Station                                    | 2012 | The 2nd Law                                                     | Mathew Bellamy                                      |                                          |
| Prelude                                          | 2012 | The 2nd Law                                                     | Mathew Bellamy                                      |                                          |
| Survival                                         | 2012 | The 2nd Law                                                     | Mathew Bellamy                                      |                                          |
| Follow Me                                        | 2012 | The 2nd Law                                                     | Mathew Bellamy                                      |                                          |
| Animals                                          | 2012 | The 2nd Law                                                     | Mathew Bellamy                                      |                                          |
| Explorers                                        | 2012 | The 2nd Law                                                     | Mathew Bellamy                                      |                                          |
| Big Freeze                                       | 2012 | The 2nd Law                                                     | Mathew Bellamy                                      |                                          |
| Save Me                                          | 2012 | The 2nd Law                                                     | Chris Wolstenholme                                  |                                          |
| Liquid State                                     | 2012 | The 2nd Law                                                     | Chris Wolstenholme                                  |                                          |
| The 2nd Law: Unsustainable                       | 2012 | The 2nd Law                                                     | Matthew Bellamy                                     |                                          |
| The 2nd Law: Isolated System                     | 2012 | The 2nd Law                                                     | Matthew Bellamy                                     |                                          |
| Dead Inside                                      | 2015 | Drones                                                          | Matthew Bellamy                                     |                                          |
| [Drill Sergeant]                                 | 2015 | Drones                                                          | Matthew Bellamy                                     |                                          |
| Psycho                                           | 2015 | Drones                                                          | Matthew Bellamy                                     |                                          |
| Mercy                                            | 2015 | Drones                                                          | Matthew Bellamy                                     |                                          |
| Reapers                                          | 2015 | Drones                                                          | Matthew Bellamy                                     |                                          |
| The Handler                                      | 2015 | Drones                                                          | Matthew Bellamy                                     |                                          |
| [JFK]                                            | 2015 | Drones                                                          | Matthew Bellamy                                     |                                          |
| Defector                                         | 2015 | Drones                                                          | Matthew Bellamy                                     |                                          |
| Revolt                                           | 2015 | Drones                                                          | Matthew Bellamy                                     |                                          |
| Aftermath                                        | 2015 | Drones                                                          | Matthew Bellamy                                     |                                          |
| The Globalist                                    | 2015 | Drones                                                          | Matthew Bellamy, Edward Elgar                       |                                          |
| Drones                                           | 2015 | Drones                                                          | Matthew Bellamy, Giovanni Pierluigi da Palestrina   |                                          |
| Lies                                             | 2016 | BBC Radio 1's Live Lounge                                       | Chvrches                                            | cover                                    |
| Dig Down                                         | 2017 | /                                                               | Matthew Bellamy                                     |                                          |
| Algorithm                                        | 2018 | Simulation Theory                                               | Matthew Bellamy                                     |                                          |
| The Dark Side                                    | 2018 | Simulation Theory                                               | Matthew Bellamy                                     |                                          |
| Pressure                                         | 2018 | Simulation Theory                                               | Matthew Bellamy                                     |                                          |
| Propaganda                                       | 2018 | Simulation Theory                                               | Matthew Bellamy, Timothy Mosley                     |                                          |
| Break It to Me                                   | 2018 | Simulation Theory                                               | Matthew Bellamy                                     |                                          |
| Something Human                                  | 2018 | Simulation Theory                                               | Matthew Bellamy                                     |                                          |
| Thought Contagion                                | 2018 | Simulation Theory                                               | Matthew Bellamy                                     |                                          |
| Get Up and Fight                                 | 2018 | Simulation Theory                                               | Matthew Bellamy, Shellback                          |                                          |
| Blockades                                        | 2018 | Simulation Theory                                               | Matthew Bellamy                                     |                                          |
| The Void                                         | 2018 | Simulation Theory                                               | Matthew Bellamy                                     |                                          |
| Rain                                             | 2019 | Origin of Muse                                                  | Matthew Bellamy                                     |                                          |
| Crazy Days                                       | 2019 | Origin of Muse                                                  | Matthew Bellamy                                     | demo di Yes Please                       |
| Connect the Kettle Lead                          | 2019 | Origin of Muse                                                  | Matthew Bellamy                                     |                                          |
| Boredom                                          | 2019 | Origin of Muse                                                  | Matthew Bellamy                                     |                                          |
| Earthquake                                       | 2019 | Origin of Muse                                                  | Matthew Bellamy                                     | demo di Nature_1                         |
| Good News                                        | 2019 | Origin of Muse                                                  | Matthew Bellamy                                     |                                          |
| Will of the People                               | 2022 | Will of the People                                              | Matthew Bellamy                                     |                                          |
| Compliance                                       | 2022 | Will of the People                                              | Matthew Bellamy                                     |                                          |
| Liberation                                       | 2022 | Will of the People                                              | Matthew Bellamy                                     |                                          |
| Won't Stand Down                                 | 2022 | Will of the People                                              | Matthew Bellamy                                     |                                          |
| Ghosts (How Can I Move On)                       | 2022 | Will of the People                                              | Matthew Bellamy                                     |                                          |
| You Make Me Feel Like It's Halloween             | 2022 | Will of the People                                              | Matthew Bellamy                                     |                                          |
| Kill or Be Killed                                | 2022 | Will of the People                                              | Matthew Bellamy                                     |                                          |
| Verona                                           | 2022 | Will of the People                                              | Matthew Bellamy                                     |                                          |
| Euphoria                                         | 2022 | Will of the People                                              | Matthew Bellamy                                     |                                          |
| We Are Fucking Fucked                            | 2022 | Will of the People                                              | Matthew Bellamy                                     |                                          |